# Daddy Long Legs
Daddy Long Legs (ur. na Long Island, Nowy Jork, USA), amerykański muzyk, DJ, raper, współzałożyciel zespołu Bloodhound Gang oraz założyciel i lider zespołu Wolfpac. Bloodhound Gang opuścił po nagraniu pierwszego longplaya po tym, jak Jimmy Pop zdecydował, że styl muzyczny grupy zmieni się na bardziej rockowy. Razem z M.S.G. odszedł z zespołu i założył zespół Wolfpac w roku 1996.
Ma swoją własną wytwórnię płytową : SugarDaddy Productions. Ostatnio jego firma wydała dwudyskową kompilację : When There's No More Room In Hell: Volume I, gdzie znajdziemy utwory 38 artystów, w tym Wolfpac.
Daddy był reżyserem filmu dla dorosłych autorstwa zespołu Wolfpac pt. The Girls of Wolfpac Vol 1.
Daddy ma swój własny program radiowy w Internecie pt. "Super Deluxe Fun Time Variety Hour".